# News and Tributes
News and Tributes – drugi studyjny album The Futureheads wydany 29 maja 2006 nakładem 679 Recordings.

## Lista utworów
1. "Yes/No" – 3:00
2. "Cope" – 2:51
3. "Fallout" – 2:59
4. "Skip to the End" – 2:54
5. "Burnt" – 3:41
6. "News and Tributes" – 3:49
7. "The Return of the Berserker" – 2:36
8. "Back to the Sea" – 3:24
9. "Worry About It Later" – 3:38
10. "Favours for Favours" – 2:52
11. "Thursday" – 3:46
12. "Face" – 3:31

Dodatkowe utwory w Stanach Zjednoczonych
1. "Area" – 2:46
2. "Help Us Out" – 2:21
3. "We Cannot Lose" – 2:31
4. "Decent Days and Nights (Shy Child remix)" – 4:35